# Kuurne–Brüssel–Kuurne
Kuurne–Brüssel–Kuurne ist ein belgisches Straßenradrennen. Das Rennen startet in der westflämischen Stadt Kuurne und führte ursprünglich über Brüssel auch dorthin wieder zurück. Es findet jährlich Ende Februar am Sonntag nach Omloop Het Nieuwsblad statt. Kuurne–Brüssel–Kuurne gehört seit 2005 zur UCI Europe Tour und war bis 2019 in die Kategorie 1.HC eingestuft. Seit 2020 ist das Rennen Teil der UCI ProSeries. Rekordsieger mit 3 Erfolgen ist der Belgier Tom Boonen.
Spektakulär war der Verlauf des Rennens im Februar 2010. Wegen des Sturmtiefs Xynthia herrschten extreme Bedingungen: Sturm, Regen und Kälte. Von 198 gestarteten Fahrern kamen lediglich 26 ins Ziel; wegen eines umgestürzten Baumes musste die Strecke um 20 Kilometer gekürzt werden.

## Palmarès
| Jahr | Sieger                       | Zweiter                | Dritter                  |
| ---- | ---------------------------- | ---------------------- | ------------------------ |
| 1945 | Valère Ollivier              | Albert Ramon           | Albert Decin             |
| 1946 | Henri Delmuyle               | Arthur Mommerency      | Albert Paepe             |
| 1947 | André Pieters                | André Rosseel          | Omer Mommerency          |
| 1948 | Achiel Buysse                | André Pieters          | Roger Cnockaert          |
| 1949 | Albert Decin                 | Valère Ollivier        | Arthur Mommerency        |
| 1950 | Valère Ollivier              | Albert Decin           | André Declerck           |
| 1951 | André Declerck               | Maurice Blomme         | Albert Decin             |
| 1952 | André Maelbrancke            | Albert Lambert         | Basiel Wambeke           |
| 1953 | Léopold Degraeveleyn         | André Pieters          | René Mertens             |
| 1954 | Leon Vandaele                | René Oreel             | Boudewijn Devos          |
| 1955 | Jef Planckaert               | René Mertens           | Henri Denys              |
| 1956 | Henri Denys                  | Wim van Est            | Albéric Schotte          |
| 1957 | Joseph Verhelst              | Leon Vandaele          | Norbert Kerckhove        |
| 1958 | Gilbert Desmet               | Karel De Baere         | Marcel Rijckaert         |
| 1959 | Gentil Saelens               | Arthur De Cabooter     | Maurice Meuleman         |
| 1960 | Jef Planckaert               | Francis Pipelin        | Henri De Wolf            |
| 1961 | Leon Vandaele Fred De Bruyne |                        | André Noyelle            |
| 1962 | Piet Rentmeester             | Robert De Middeleir    | Romain Van Wijnsberghe   |
| 1963 | Noël Foré                    | Leon Vandaele          | Willy Bocklant           |
| 1964 | Arthur De Cabooter           | Tom Simpson            | Frans Melckenbeeck       |
| 1965 | Guido Reybrouck              | Vincent Denson         | Bernard Van De Kerckhove |
| 1966 | Gustaaf De Smet              | Robert De Middeleir    | Norbert Kerckhove        |
| 1967 | Daniel Van Ryckeghem         | Eric Demunster         | Walter Boucquet          |
| 1968 | Eric Leman                   | Daniel Van Ryckeghem   | Edward Sels              |
| 1969 | Freddy Decloedt              | Noël Van Tyghem        | Emiel Lambrecht          |
| 1970 | Roger De Vlaeminck           | Eric Leman             | Daniel Van Ryckeghem     |
| 1971 | Roger De Vlaeminck           | Eric Leman             | Frans Verbeeck           |
| 1972 | Gustaaf Van Roosbroeck       | Noël Van Clooster      | Willy Planckaert         |
| 1973 | Walter Planckaert            | Freddy Maertens        | Tino Tabak               |
| 1974 | Wilfried Wesemael            | Edouard Verstraeten    | Cyrille Guimard          |
| 1975 | Frans Verhaegen              | Tino Tabak             | Freddy Maertens          |
| 1976 | Frans Verhaegen              | Franky De Gendt        | Hervé Vermeeren          |
| 1977 | Patrick Sercu                | Walter Planckaert      | Dietrich Thurau          |
| 1978 | Patrick Lefevere             | Ludo Delcroix          | Walter Planckaert        |
| 1979 | Walter Planckaert            | Alfons van Katwijk     | Jean-Luc Vandenbroucke   |
| 1980 | Jan Raas                     | Ludo Peeters           | Sean Kelly               |
| 1981 | Jos Jacobs                   | Jean-Luc Vandenbroucke | Hubert Linard            |
| 1982 | Gregor Braun                 | Eddy Planckaert        | Sean Kelly               |
| 1983 | Jan Raas                     | Sean Kelly             | Eddy Planckaert          |
| 1984 | Jos Lammertink               | Walter Planckaert      | Marc Dierickx            |
| 1985 | William Tackaert             | Marc Sergeant          | Gerrit Solleveld         |
| 1987 | Ludo Peeters                 | Johan Lammerts         | Dirk Demol               |
| 1988 | Hendrik Redant               | Noël Segers            | Jelle Nijdam             |
| 1989 | Edwig Van Hooydonck          | Mauro Gianetti         | Johan Devos              |
| 1990 | Hendrik Redant               | Jelle Nijdam           | Davis Phinney            |
| 1991 | Johnny Dauwe                 | Jean-Paul van Poppel   | Hendrik Redant           |
| 1992 | Olaf Ludwig                  | Christophe Capelle     | Johan Museeuw            |
| 1994 | Johan Museeuw                | Johan Capiot           | Olaf Ludwig              |
| 1995 | Frédéric Moncassin           | Hendrik Redant         | Andrea Peron             |
| 1996 | Rolf Sørensen                | Frédéric Moncassin     | Gianluca Pianegonda      |
| 1997 | Johan Museeuw                | Stéphane Barthe        | Bruno Boscardin          |
| 1998 | Andreï Tchmil                | Frank Vandenbroucke    | Emmanuel Magnien         |
| 1999 | Jo Planckaert                | Johan Museeuw          | Andreï Tchmil            |
| 2000 | Andreï Tchmil                | Geert Van Bondt        | Jaan Kirsipuu            |
| 2001 | Peter Van Petegem            | Hans De Clercq         | Jo Planckaert            |
| 2002 | Jaan Kirsipuu                | Serge Baguet           | Enrico Cassani           |
| 2003 | Roy Sentjens                 | Leif Hoste             | Volker Ordowski          |
| 2004 | Steven de Jongh              | Paolo Bettini          | Gerben Löwik             |
| 2005 | George Hincapie              | Kevin Van Impe         | Bert Roesems             |
| 2006 | Nick Nuyens                  | Leif Hoste             | Tom Boonen               |
| 2007 | Tom Boonen                   | Marcel Sieberg         | Iljo Keisse              |
| 2008 | Steven de Jongh              | Sebastian Langeveld    | Matthew Goss             |
| 2009 | Tom Boonen                   | Bernhard Eisel         | Jeremy Hunt              |
| 2010 | Bobbie Traksel               | Rick Flens             | Ian Stannard             |
| 2011 | Christopher Sutton           | Jauhen Hutarowitsch    | André Greipel            |
| 2012 | Mark Cavendish               | Jauhen Hutarowitsch    | Kenny van Hummel         |
| 2014 | Tom Boonen                   | Moreno Hofland         | Sep Vanmarcke            |
| 2015 | Mark Cavendish               | Alexander Kristoff     | Elia Viviani             |
| 2016 | Jasper Stuyven               | Alexander Kristoff     | Nacer Bouhanni           |
| 2017 | Peter Sagan                  | Jasper Stuyven         | Luke Rowe                |
| 2018 | Dylan Groenewegen            | Arnaud Démare          | Sonny Colbrelli          |
| 2019 | Bob Jungels                  | Owain Doull            | Niki Terpstra            |
| 2020 | Kasper Asgreen               | Giacomo Nizzolo        | Alexander Kristoff       |
| 2021 | Mads Pedersen                | Anthony Turgis         | Thomas Pidcock           |
| 2022 | Fabio Jakobsen               | Caleb Ewan             | Hugo Hofstetter          |
| 2023 | Tiesj Benoot                 | Nathan Van Hooydonck   | Matej Mohorič            |
| 2024 | Wout van Aert                | Tim Wellens            | Oier Lazkano             |
| 2025 | Jasper Philipsen             | Olav Kooij             | Hugo Hofstetter          |